# Aloe roeoeslii
Aloe roeoeslii ist eine Pflanzenart der Gattung der Aloen in der Unterfamilie der Affodillgewächse (Asphodeloideae). Das Artepitheton roeoeslii ehrt Walter Röösli der gemeinsam mit Ralph Hoffmann das Typusexemplar sammelte.

## Beschreibung

### Vegetative Merkmale
Aloe roeoeslii wächst einzeln, ist stammlos oder stammbildend. Der aufrechte oder seltener niederliegende Stamm erreicht eine Länge von bis zu 125 Zentimeter. Die bis zu 30 deltoid-spitzen Laubblätter sind ausgebreitet bis aufsteigend und bilden ziemlich lockere Rosetten. Ihre silbergraue, rosafarben oder rötlich überhauchte Blattspreite ist 50 Zentimeter lang und 5,5 Zentimeter breit. Der rosafarbene, knorpelige Blattrand ist 1 bis 2 Millimeter breit. Die spitzen, rosafarbenen, dreieckige Zähne am Blattrand sind 1,5 Millimeter lang und stehen 5 bis 9 Millimeter voneinander entfernt. Der hellzitronengelbe Blattsaft trocknet hellbraun.

### Blütenstände und Blüten
Der aufrechte Blütenstand ist vielfach verzweigt und wiederverzweigt. Er erreicht eine Länge von bis zu 90 Zentimeter. Die etwas lockeren, aufrechten, konischen Trauben sind bis zu 25 Zentimeter lang. Die konkaven, spitzen Brakteen weisen eine Länge von 6 bis 12 Millimeter auf. Die verlängert zylindrischen, leuchtend roten Blüten sind in ihrer oberen Hälfte gelblich. Sie stehen an bis zu 18 Millimeter langen Blütenstielen. Die Blüten sind 35 Millimeter lang. Auf Höhe des Fruchtknotens weisen die Blüten einen Durchmesser von 5 Millimeter auf. Darüber sind sie auf 4 Millimeter verengt. Ihre äußeren Perigonblätter sind auf einer Länge von 20 Millimetern nicht miteinander verwachsen. Die Staubblätter und der Griffel ragen 1 bis 2 Millimeter aus der Blüte heraus.

## Systematik und Verbreitung
Aloe roeoeslii ist auf Madagaskar in der Provinz Antsiranana auf stark verkarstetem jurassischen Kalkstein in einer Höhe von etwa 150 Metern verbreitet.
Die Erstbeschreibung durch John Jacob Lavranos und Thomas A. McCoy wurde 2005 veröffentlicht.

## Nachweise